# Brian Posse
Brian Posse Hernández (Maldonado, Uruguay, 23 de mayo de 1997) es un futbolista uruguayo. Puede jugar de interior derecho o lateral derecho y su equipo actual es el Centro Cultural y Democrático Punta del Este de la Liga Mayor de Fútbol de Maldonado.

## Trayectoria
El 15 de septiembre del 2014, con 17 años, 3 meses y 23 días, debutó como profesional en el primer equipo del Deportivo Maldonado, ingresó al minuto 60 para enfrentar a Rocha en la fecha 1 de la Segunda División Profesional de Uruguay, pero perdieron 1-0. El 25 de abril de 2015 ingresó al comienzo del segundo tiempo para enfrentar a Canadian, al minuto 74 anotó su primer gol oficial pero perdieron 3-2.
Brian estuvo presente en 20 oportunidades en la temporada 2014-15, recibió 3 tarjetas amarillas y anotó un gol. Deportivo Maldonado finalizó en la posición 12 de la tabla, tras una temporada irregular.
Para la temporada 2015-16, casi no tuvo minutos en la Primera Rueda, jugó 3 minutos el último partido del año. El Depor quedó en cuarto lugar del grupo, por lo que no pudo acceder a las finales del 2015.
Fue convocado para ser parte de una selección de Uruguay formada por jugadores de Segunda División, pero al segundo entrenamiento se desintegró al no existir apoyo de algunos clubes.
Volvió a jugar el 10 de marzo de 2016, ingresó al minuto 66 para enfrentar a Miramar Misiones y empataron 1 a 1.
El 18 de agosto de 2016, viajó a España para probarse en el Unión Deportiva Lanzarote. Finalmente no pudo firmar contrato y regresó a Deportivo Maldonado.

## Estadísticas
Actualizado al último partido disputado el 22 de septiembre de 2018.
| Club                             | Div.          | Temporada     | Liga  | Liga  | Liga   | Copas nacionales | Copas nacionales | Copas nacionales | Copas internacionales | Copas internacionales | Copas internacionales | Total | Total | Total  |
| Club                             | Div.          | Temporada     | Part. | Goles | Asist. | Part.            | Goles            | Asist.           | Part.                 | Goles                 | Asist.                | Part. | Goles | Asist. |
| -------------------------------- | ------------- | ------------- | ----- | ----- | ------ | ---------------- | ---------------- | ---------------- | --------------------- | --------------------- | --------------------- | ----- | ----- | ------ |
| C. Deportivo Maldonado · Uruguay | 2.ª           | 2014-15       | 20    | 1     | 0      | -                | -                | -                | -                     | -                     | -                     | 20    | 1     | 0      |
| C. Deportivo Maldonado · Uruguay | 2.ª           | 2015-16       | 6     | 1     | 0      | -                | -                | -                | -                     | -                     | -                     | 6     | 1     | 0      |
| C. Deportivo Maldonado · Uruguay | 2.ª           | 2016          | 0     | 0     | 0      | -                | -                | -                | -                     | -                     | -                     | 0     | 0     | 0      |
| C. Deportivo Maldonado · Uruguay | 2.ª           | 2017          | 5     | 0     | 0      | -                | -                | -                | -                     | -                     | -                     | 5     | 0     | 0      |
| C. Deportivo Maldonado · Uruguay | 2.ª           | 2018          | 8     | 0     | 2      | -                | -                | -                | -                     | -                     | -                     | 8     | 0     | 2      |
| C. Deportivo Maldonado · Uruguay | Total club    | Total club    | 39    | 2     | 2      | 0                | 0                | 0                | 0                     | 0                     | 0                     | 39    | 2     | 2      |
| Total carrera                    | Total carrera | Total carrera | 39    | 2     | 2      | 0                | 0                | 0                | 0                     | 0                     | 0                     | 39    | 2     | 2      |